# Мафвента, Голден
Голден Мафвента (англ. Golden “The Big Machine” Mafwenta; род. 15 января 2001, Лусака) — замбийский футболист, защитник клуба «Вишков» и сборной Замбии.

## Клубная карьера
Мафвента начал карьеру выступая за команды «Занако» и «Билдкон». В 2022 году игрок присоединился к американскому «Реал Монаркс». 30 апреля в матче против дублёров «Сент-Луиса» он дебютировал за новый клуб. 4 сентября в поединке против дублёров «Портленд Тимберс» голден забил свой первый гол за «Реал Монаркс». В начале 2023 года Мафвента перешёл в чешский «Вишков». 5 марта в матче против «МАС Таборско» он дебютировал в чешской ФНЛ. 5 мая в поединке против «Пршибрама» Голден забил свой первый гол за «Вишков».

## Международная карьера
19 января 2021 года в матче чемпионата африканских наций 2020 против сборной Танзании Мафвета дебютировал за сборную Замбии.